# La regina irriverente
La regina irriverente è un romanzo di Carla Maria Russo pubblicato nel 2012 da Piemme. Narra le vicende della duchessa Eleonora d'Aquitania, sposata da giovanissima al nuovo re Luigi VII di Francia.

## Trama
Aliénore ha quindici anni e, all'improvvisa morte del padre, eredita la corona di uno dei territori più ricchi d'Europa: il ducato d'Aquitania. È cresciuta alla scuola del nonno, il potentissimo Guglielmo il Trovatore, famoso per le stravaganze, gli eccessi e l'immoralità dei comportamenti, dal quale ha ereditato molti tratti, come la grande bellezza ma anche la spregiudicatezza e la sensualità. Come suo nonno, Alienore è colta, intelligente, determinata, ama la vita e sa goderne i piaceri. Ma, per imposizione del padre, è costretta a sposare Luigi, secondogenito del re di Francia, che ha diciassette anni, è cresciuto in convento, sotto le cure assidue di Sugero, abate di Saint Denis ed è animato da una religiosità profonda, quasi ossessiva. Mai coppia fu peggio assortita, almeno all'apparenza. La regina irriverente è la storia del loro matrimonio, tempestoso, sorprendente e animato da continui colpi di scena.

## Edizioni
- Carla Maria Russo, La regina irriverente, Piemme, 2013, ISBN 978-88-566-3243-9.
- Carla Maria Russo, La regina irriverente, collana Pickwick, Piemme, 2 aprile 2015, ISBN 978-88-6836-791-6.